# Сражение при Аллеманс-Неке
Сражение при Аллеманс-Неке (англ. Battle of Alleman's Nek) — сражение Второй англо-бурской войны, в результате которого 11 июня 1900 года британские войска под командованием генерала Редверса Буллера прорвали позиции буров и вошли в Трансвааль.

## Перед сражением
Пройдя перевал Боты 8 июня, британские Натальские Полевые войска генерала Буллера обошли бурские позиции у Лаингс-Нека и затем повернули на северо-восток, чтобы прорвать их линию обороны и войти на территорию Трансвааля через перевал Аллеманс-Нек. Буллер считал, что для этого потребуется либо свернуть линию буров вдоль Ферзамельберга, либо попытаться прорваться через сам перевал. Он выбрал последний вариант. 
К 10 июня длина фронта Христиана Боты, брат коменданта Луиса Боты, командовавшего бурами, составляла около 12 км. У него было два «пом-пома» и два полевых орудия, развернутых на хорошо замаскированных позициях по обе стороны от Аллеманс-Нека. Однако главная проблема Боты заключалась в том, что он, хотя и получил подкрепление, занимал слишком широкий фронт с недостаточным количеством бойцов. Сам Аллеманс-Нек было поручено защищать генералу Иоахиму Фури.
Буллер приказал Дандональду провести разведку, прощупать вход на перевал, а затем обеспечить прикрытие правого фланга наступления, в то время как кавалерийской бригаде Броклхерста было поручено прикрыть крайний левый фланг. Пехоте и артиллерии было приказано продвигаться по дороге на Фолксрюс.

## Сражение
11 июня к 9:00 Дандональд продвинулся вперед и оказался примерно в 5 000 метрах от входа в Аллеманс-Нек.
В 10.00 в бой была введена британская батарея, но бурские артиллеристы ответили только примерно через час. Затем на позиции была выведена тяжелая артиллерия, и командирам бригад был отдан приказ готовиться к наступлению. Бригаде Талбота Коука было приказано атаковать правую сторону Аллеманс-Нека, а бригаде Эдварда Гамильтона — левую. Бригада Винна находилась в резерве с двумя батареями. По каким-то причинам тяжелая артиллерия открыла огонь только около 13.00, после чего Дандональд начал движение вправо и попал под шквальный огонь буров с холмов перед ним. Наступление правого фланга англичан было остановлено.
Примерно в 12 км левее кавалерийская бригада Броклхерста в районе фермы Зутендалсфлей завязала бой с крайним правым флангом бурской линии. К 13.30 все британские орудия были в бою и обстреливали возвышенность хребта Ферзамельберг.
Пяти пехотным полкам (каждый силой в батальон), развернутым справа от кавалерийской бригады Броклхерста, было приказано овладеть коническим холмом у входа в Аллеманс-Нек, в то время как восьми ротам стрелков, в свою очередь, было поручено фланговое движение справа. Один полк был размещен для поддержки в тылу. Пехота (бригада Эдварда Гамильтона) начала наступление только в 14:30. Местность, по которой должна была продвигаться пехота, была совершенно открытой. Поэтому британская атака в значительной степени зависела от артиллерийской поддержки. По мере продвижения пехоты хорошо замаскированная бурская артиллерия открыла огонь, сопровождаемый очень сильным ружейным огнем хорошо укрывшихся стрелков. 
По мере того как интенсивность огня возрастала, вспыхнул вельд, и юго-западный ветер понес дым в сторону буров, фактически заслонив от них наступающих пехотинцев. Солдаты Дорсетширского полка, не получив поддержки с флангов, бросились вперед и заняли коническое копье у входа в перевал, что давало им хорошее укрытие от бурских стрелков. 
Несмотря на успех дорсетширцев, бурам удалось сдержать наступление других британских полков. Британская пехота на открытом плато оказались в серьезном затруднительном положении из-за отсутствия укрытия.
Именно на этом этапе Буллер выслал вперед на позицию две батареи, открывшие огонь в направлении к северо-западу от конического холма, занятому дорсетширцами. Генерал-майор Коук немедленно приказала шести ротам Миддлсекского полка поддержать правый фланг дорсетширцев. Дорсетширцы, поддержанные свежей пехотой и артогнем, атаковали другую сторону холма, а затем поднялись на перевал. В 17:00 буры покинули свои позиции.
Почти одновременно два других полка на западной оконечности перевала очистили правую позицию буров, которые, отошли, прикрываясь дымом подожженного вельда. На правом фланге британского наступления буры, три часа сдерживавшие шквальным огнем атаку бригады Дандональда, когда увидели, что их центр прорван, также отошли за откос Ферзамельберга.

## Результаты
Британцы потеряли в сражении при Аллеманс-Неке 19 убитыми и 123 ранеными. Буры подтвердили только трех убитых и семерых раненых. На следующий день после сражения буры частично разрушили железнодорожный туннель Лаингс-Нек, заложив посередине фургон с динамитом и отправив поезда с обеих сторон, и оставили свои позиции на перевале, чтобы присоединиться к своим войскам в Трансваале.
Таким образом, совершив фланговый марш в пятьдесят миль с огромными силами и огромным транспортом через пересеченную местность и крутые склоны, за два перехода Буллеру удалось эффективно очистить Северный Наталь от буров, не ожидавших наступления со своего правого фланга.